# Шолоховский
Шолоховский — посёлок городского типа в Белокалитвинском районе Ростовской области.

## География
Расположен в 193 км к северо-востоку от Ростова-на-Дону, 290 км к западу от Волгограда, в 25 км к северо-востоку от Белой Калитвы, рядом с автодорогой М21 «Донецк—Волгоград». Высота над уровнем моря 157 метров (в районе улицы М.Горького дом 3-5, самая высокая точка поселения)

### Улицы
В поселке имеется следующая уличная сеть:
| - ул. 40 лет Октября - ул. Гагарина - ул. Гоголя - ул. Дачная - ул. Димитрова - ул. Железнодорожная - ул. Кирова - ул. Комсомольская - ул. Крайняя - ул. Лермонтова | - ул. М. Горького - ул. Маяковского - ул. Молодёжная - Октябрьская - ул. Островского - ул. Первомайская - пер. Пионерский - ул. Прохладная - ул. Пушкина - пер. Садовый | - ул. Северная - Советская - ул. Социалистическая - ул. Спортивная - ул. Степная - ул. Тенистая - ул. Чапаева - ул. Чехова - ул. Шахтерская |

## История
Первые упоминания о планах по возведению шахтерского поселка на угольном месторождении можно обнаружить в пояснительной записке к проектному заданию на строительство шахты «Шолоховская Южная» и «Шолоховская Северная», комбината «Ростовуголь», В мае 1950 года было утверждено проектное задание на строительство шахт «Шолоховская Южная» и «Шолоховская Северная» треста «Богураевуголь» в соответствии с «Основными техническими направлениями в проектировании», утвержденными приказом министра угольной промышленности № 660 от 30 ноября 1949 года. В пояснительной записке к проектному заданию говорилось также о необходимости строительства жилого посёлка для шахтостроителей и горняков, а уже в 1952 году руководство треста «Богураевуголь» направило ходатайства в сельхозартели «Красный Борец» Скосырского района и «Верный путь к коммунизму» Литвиновского района, в колхоз имени Сталина Белокалитвинского района об изменении землепользования на участке предстоящего строительства.
Постановлением общего собрания колхозников сельхозартели «Красный Борец» от 10 мая 1950 г ходатайство треста «Богураевуголь» об отводе для строительства поселка 120 га общественных земель колхоза было удовлетворено. Исполком Скосырского райсовета депутатов трудящихся утвердил это постановление. Так же поступил исполком Литвиновского райсовета в отношении решения общего собрания колхоза «Верный путь к коммунизму» о выделении 32 га земель под строительство жилого посёлка. Не остался, естественно, в стороне и Белокалитвинский райсовет, поддержав решение общего собрания колхоза имени Сталина об отводе 220 га земель из фонда хозяйства.
Областная государственная санитарная инспекция 17 мая 1950 года согласилась с выбором площадки для строительства объединённого посёлка для шахт «Шолоховская Северная», «Шолоховская Южная», «Шолоховская Восточная» треста «Богураевуголь».
На выделенную сельхозпредприятиями «Красный Борец», «Верный путь к коммунизму» и колхоз имени Сталина площадку прибыли строители. Весной 1952 года в районе сегодняшней школы № 7 началось строительство жилья. Своё название посёлок получил в честь начальника геологоразведочной партии Шолохова (таким образом, к известному писателю отношения не имеет). Именно его команда нашла в этом месте богатые залежи угля — «Шолоховские пласты». Главным проектировщиком выступило предприятие «Грузгипрошахт».
С 1953 по 1955 год посёлок находился в административно-территориальном подчинении рабочего посёлка Горняцкий Литвиновского района Каменской области.
Указом Президиума Верховного Совета РСФСР от 4 августа 1955 года населённый пункт Шолоховка Литвиновского района Каменской области отнесен к категории рабочих поселков с присвоением ему наименования — рабочий посёлок Шолоховский.
9 апреля 1955 года исполком Каменского облсовета принял решение № 81 «Об образовании поселкового Совета в рабочем посёлке Шолоховский Литвиновского района» и обратился в Президиум Верховного Совета РСФСР с просьбой выделить рабочий посёлок Шолоховский из состава Горняцкого поселкового Совета существовавшего тогда Литвиновского района в самостоятельную территориально-административную единицу.
Вначале строилось жилье барачного типа, общежития, деревянные времянки, потом приступили к строительству первого магазина (бывший магазин «Спорттовары»), столовой (теперь это ресторан «Тополек»). Первая улица поселка получила название Октябрьская. Одновременно с капитальными жилыми домами строились 4-х этажная больница и поликлиника. В 1954 году было сдано в эксплуатацию четырёхэтажное здание больницы с амбулаторно-поликлиническими учреждениями — здравпунктами в СУ № 11, СУ № 14. Начали свою работу отделения — родильное, хирургическое, лаборатория, «Скорая помощь», объекты соцкультбыта. В 1955 году построен клуб имени Димитрова, в котором молодежь проводила отдых после напряженных трудовых смен — смотрела фильмы, танцевала, пела песни. В строительстве посёлка принимали участие посланцы Народной Республики Болгарии.
Первая семилетняя школа была организована в 1953 году, в бараке, а новое, современное здание общеобразовательной школы № 1 (ныне № 7) было готово в 1955 году, затем, в сентябре 1969 года была введена в эксплуатацию школа № 2 (теперь № 8).
Дом культуры «Спартак» (сейчас «Шолоховский центр внешкольной работы») был возведен в конце 1955 года, а Дворец культуры распахнул свои двери в 1968 году. В начале 1970-х начал свою работу летний широкоформатный кинотеатр «Юность».
В связи с необходимостью обученных кадров для предприятий угольной отрасли — шахт, автобазы, в 1975 году было построено профессиональное училище, в котором обучались многие выпускники школ не только нашего посёлка, но и близ находящихся.
Всего, в радиусе до 2-х километров от посёлка было построено три угледобывающих предприятия:
- шахта «Восточная» (июль 1964 года), директор Бобошко А. В.;
- шахта «Южная» (31 июля 1958 года), директор Керенцев;
- шахта «Северная» (январь 1960 года), директор Дельнов Николай Иванович.

В 1987 году шахты «Южная» и «Северная» объединены в Шолоховское шахтоуправление. С 1995 года работы производились только на шахте «Южная». Шахта «Восточная» гордится своими горняками — Сафроновым В. И. и Урусовым В. Г. — Героями Социалистического труда
Также имеется ЦОФ «Шолоховская» (с 1963 года).
С 1962 года в посёлке начал работу трест «Шолоховскуголь» комбината «Ростовуголь»
С 1965 года начала работу «Автобаза № 2» комбината «Ростовуголь»
В 1988 году молодые горняки — комсомольцы шахты «Восточная» выдвинули инициативу о сооружении памятника воинам-интернационалистам, служившим и погибшим в Афганистане, которую поддержал Белокалитвинский городской комитет ВЛКСМ, Инициатива была поддержана всеми предприятиями поселка, населением. В финансировании строительства памятника приняло участие всё население поселка, перечисляя на открытый счет свою однодневную зарплату. Создание памятника стало общим делом.
И памятник был воздвигнут, и к нему не зарастает народная тропа, не забывает народ героев-интернационалистов.
В 1990-е годы начался массовый развал угольной промышленности, который коснулся и угольных предприятий посёлка и самого посёлка, в настоящее время все шахты закрыты. В 1998 году прекратила добычу шахта «Восточная», в 2002 году ликвидировано шахтоуправление «Шолоховское». archiv-shakhty.ru. Дата обращения: 7 октября 2020., в состав которого входили шахты «Южная» и «Северная», остановилась ЦОФ «Шолоховская», ОАО «Автобаза № 2», ШСУ-4, ПТУ.
С января 2006 года в соответствии с Областным законом от 14 декабря 2004 г. № 218- ЗС "Об установлении границ и наделении соответствующим статусом муниципального образования «Белокалитвинский район» и муниципальных образований в его составе установлены границы муниципального образования «Шолоховское городское поселение».
В начале сентября 2011 года в здании бывшей столовой № 1 Шолоховского ОРСа было открыто ОП «Шолоховское» ЗАО «Корпорация Глория Джинс». Открытие фабрики обеспечило рабочими местами в основном женщин.

## Население
| 1959  | 1970    | 1979    | 1989    | 2002    | 2009  | 2010  |
| ----- | ------- | ------- | ------- | ------- | ----- | ----- |
| 8137  | ↗13 983 | ↘13 724 | ↘13 328 | ↘10 077 | ↘9184 | ↘8306 |
| 2012  | 2013    | 2014    | 2015    | 2016    | 2017  | 2018  |
| ↘8118 | ↘7985   | ↘7876   | ↘7808   | ↘7637   | ↘7588 | ↘7452 |
| 2019  | 2020    | 2021    |         |         |       |       |
| ↘7332 | ↘7306   | ↗7358   |         |         |       |       |

## Экономика
- Фабрика ЗАО корпорация «Глория Джинс»
- Автотранспортное предприятие ООО «Автобаза № 2»
- ГУП РО «УРСВ» филиал Белокалитвинский — водоснабжение и водоотведение.
- Филиал ОАО «Донэнерго»
- ОАО «Шолоховский хлебокомбинат» (прекратил свою деятельность 04.03.2019 года, на основании решения арбитражного суда (дело А53-6919/2019 от 04.03.2019 года в роли ответчика, с 25 .03.2019 года возобновил свою работу в лице нового собственника))
- ЦОФ (центральная обогатительная фабрика)
- Управляющие компании: ООО УК «Монолит», ООО УК «Белокалитвинская», ООО УК «Стройком», ООО УК «Анкор», ТСЖ «Центральное».

## Социальная сфера
4-этажная больница, поликлиника, дворец культуры, стадион, многофункциональный спорткомплекс с бассейном.
Дошкольные учреждения:
- Детский сад № 35 «Солнышко»,
- Детский сад № 36 «Красная шапочка»,
- Детский сад № 40 «Золотой петушок».

Образовательные учреждения:
- Средняя школа № 7 имени Героя Советского Союза Василия Петровича Мерчанского, 1 сентября 2018 года преобразована в филиал Мариинской гимназии
- Средняя школа № 8 имени Героя России Сергея Георгиевича Вчерашнева, (существует с 1969 года)
- Школа-интернат,
- Белокалитвинский технологический техникум (бывшее СПТУ-68 существует с 1975 года),
- Детская музыкальная школа,
- Центр внешкольной работы «Спартак».

## Русская православная церковь
5 мая 2011 года был заложен храм мученика Виктора Никомидийского. sobory.ru. Дата обращения: 7 октября 2020..
24 августа 2013 года в день празднования 60-летнего юбилея поселка был освящён храм Святого мученика Виктора Никомидийского.

## Люди, связанные с посёлком
- Вчерашнев, Сергей Георгиевич — Герой России, участник войны в Афганистане.
- Гнидко, Константин Олегович — доктор технических наук, доцент, полковник ВС РФ, ветеран боевых действий на Северном Кавказе, участник военной операции ВС РФ в Сирийской Арабской Республике, военный наблюдатель миссии ООН в Южном Судане (UNMISS).
- Голубев, Василий Юрьевич (род. 30.01.1957) — Губернатор Ростовской области (с 21 мая 2010 года).
- Катвицкий, Виктор — доктор физико-математических наук.
- Колеватов Сергей Викторович, полковник ВС РФ, военный, военно-воздушный и военно-морской атташе при Посольствах РФ в Италии, Португалии и Латвии.
- Котова, Татьяна Николаевна — обладательница титула «Мисс Россия 2006»; бывшая участница женской поп-группы «ВИА Гра».
- Мерчанский, Василий Петрович — Герой Советского Союза.
- Михлин, Станислав Матвеевич — кавалер трех степеней знака «Шахтерская Слава», Почетный работник угольной промышленности, Заслуженный шахтер Российской Федерации.
- Мищенко, Василий Константинович (род. 1955) — советский и российский актер театра и кино, режиссёр. Заслуженный артист России.
- Панина, Наталья Вадимовна — заслуженная артистка России.
- Сафронов Виктор Иванович — Герой Социалистического труда, Почетный шахтер.
- Урусов Владислав Григорьевич — Герой Социалистического труда, Почетный шахтер.

## Фотогалерея
- Дворец культуры
- Храм мч. Виктора Никомидийского
- Центральная площадь
- Бюст Георгия Димитрова
- Старый въезд в посёлок.
- Въезд в посёлок со стороны Ростова-на-Дону
- Больница
- Памятник шахтёрам Дона
- Центральные ворота стадиона «Шахтёр»
- Спортивный комплекс
- Бассейн в спорткомплексе
- Футбольное поле стадиона «Шахтёр»
- Средняя школа № 8 имени Героя России Сергея Георгиевича Вчерашнева
- Перекресток улиц Горького и Комсомольской
- Фабрика «Глория Джинс»